# Short circuit III
Short circuit III es la tercera entrega de la serie de álbumes conceptuales enfocados en canciones "denpa" del conocido grupo japonés de producción de música electrónica, I've Sound. Este disco contiene muchas canciones que en su día fueron utilizadas para videojuegos para adultos además de algunas canciones originales. La fecha de publicación de este disco fue el día 25 de junio de 2010. Las cantantes que intervienen en este disco son: KOTOKO, Kaori Utatsuki y tres nuevas vocalistas agrupadas como Larval stage planning, cuyos nombres son Airi Kirishima, Nami Maisaki y Rin Asami.

## Canciones
1. KOTOKO: Blossomdays (Canción de apertura de Blossomdays)
Letra: KOTOKO
Composición y arreglos: CG Mix
2. KOTOKO: Raspberry (らずべりー) (Canción de apertura de Raspberry)
Letra: KOTOKO
Composición y arreglos: CG Mix
3. KOTOKO y Kaori Utatsuki: Crash Course ~Koi no tokubetsu lesson~ (Crash Course 〜恋の特別レッスン〜) (Opening de MaRe-mArE-MaRe)
Letra: KOTOKO
COmposición y arreglos: CG Mix
4. Kaori Utatsuki: Love is money? (Canción de apertura de Shakkin shimai after story)
Letra: KOTOKO
Composición y arreglos: Maiko Iuchi
5. KOTOKO: I need magic ~Tokenai Maji☆Kyun♪~ (解けないマジ☆キュン♪〜) (Canción de apertura de Colorful wish 12-no-ko)
Letra: KOTOKO
Composición y arreglos: CG Mix
6. KOTOKO: O*ma*ma*go*to (お*ま*ま*ご*と) (Canción de apertura de Omamagoto: Himitsu no oyuugi, mama ni wa naisho)
Letra: KOTOKO
Composición y arreglos: CG Mix
7. KOTOKO: Stars biscuit (Canción de apertura de FuriFuri: Futsuu no Mainichini Warikonde Kita, Fushigi na Rinjintachi no OhanashiOhanashi) 
Letra: KOTOKO
Composición y arreglos: Maiko Iuchi
8. KOTOKO: Swift Love ~Kenzen Danshi ni Monomōsu~ (〜健全男子にモノ申す〜) (Canción de apertura de Tsuyokiss 2 gakki)
Letra: KOTOKO
Composición y arreglos: Maiko Iuchi
9. Kaori Utatsuki: Jet smash (Canción de apertura de Ero-smash)
Letra: KOTOKO
Composición y arreglos: CG Mix
10. KOTOKO: Lillies line (Canción de apertura de Cheerful)
Letra: KOTOKO
Composición y arreglos: CG Mix
11. KOTOKO: Yumemishi★boom!boom! (ユメミボシ★boom!boom!) (Canción de apertura de Twinkle crussaders)
Letra: KOTOKO
Composición: Tomoyuki Nakazawa
Arreglos: Takeshi ozaki
12. KOTOKO: Jōshiki! Butler Kōshinkyoku (常識! バトラー行進曲) (Canción de apertura de Kimi ga Aruji de Shitsuji ga Ore de: Otsukae Nikki)
Letra: KOTOKO
Composición y arreglos: Maiko Iuchi
13. Larval stage planning: Send off- (Canción original del disco)
Letra: KOTOKO
Composición: Kazuya Takase
Arreglos: CG Mix
14. KOTOKO y Kaori Utatsuki: Hoshizora iterceptor (☆星空 Interceptor☆) (Canción original del disco)
Letra: KOTOKO
Composición y arreglos: Kazuya Takase